# Запис Милошевића храст (Вољавче)
Запис Милошевића храст (Вољавче) се налази на парцели чији је власник Пејчић Иванка.

## Локација
| Општина             | Јагодина                                                         |
| Катастарска општина | Вољавче                                                          |
| Потес               | Село                                                             |
| Координате          | 43° 59′ 32″ С; 21° 12′ 58″ И / 43.9923° С; 21.216200000000001° И |
| Надморска висина    | 184m                                                             |

## Карактеристике
Дендрометријске вредности утврђене на терену и сателитским снимцима:
| Стабло                     | Храст |
| Висина стабла              | m     |
| Обим дебла                 | m     |
| Пречник крошње             | 21m   |
| Пречник дебла              | m     |
| Висина дебла до прве гране | m     |

## База записа
Запис је у оквиру Викимедија пројекта "Запис - Свето дрво" заведен под редним бројем 1193.